# Arrigo
Arrigo  è un nome proprio di persona italiano maschile.

## Varianti
- Maschili: Enrico
  - Alterati: Arrighetto[1][3], Arriguccio[1][3], Arriguzzo[1], Arrigone[1], Arrighino
  - Ipocoristici: Rigo, Righetto[1], Ghetto[1], Riguccio[1], Guccio[1], Rigguzo[1], Guzzo[1], Rigone[1], Gone[1], Ghino, Rigoletto
- Femminili: Arriga[2][3]

## Origine e diffusione
Essenzialmente, si tratta di una variante del nome Enrico, giuntaci tramite la forma latina Arrigus, attestata in Toscana già nell'XI secolo. Enrico deriva a sua volta da heim ("casa", "patria") e rich ("potente", "re").
Il nome godette di ampia diffusione durante il Medioevo, e sono diversi i personaggi storici e letterari così chiamati, inclusi alcuni citati da Dante nella Divina Commedia. Oggi è diffuso principalmente in Nord Italia, specie in Toscana.

## Onomastico
L'onomastico si può festeggiare in memoria dei vari santi chiamati Enrico, di cui Arrigo è una variante; con questo nome si ricorda inoltre un beato, Arrigo da Bolzano, patrono dei boscaioli, celebrato il 10 giugno

## Persone

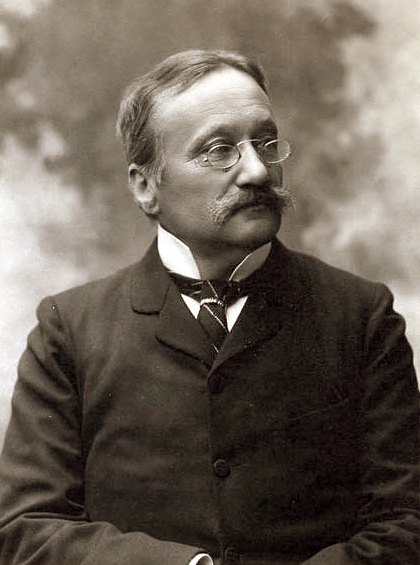
Arrigo Boito

- Arrigo VII di Lussemburgo, Imperatore del Sacro Romano Impero
- Arrigo Boito, letterato, librettista e compositore italiano
- Arrigo Boldrini, partigiano e politico italiano
- Arrigo Cervetto, politico e rivoluzionario italiano
- Arrigo Levi, giornalista, scrittore e conduttore televisivo italiano
- Arrigo Lora Totino, poeta italiano
- Arrigo Minerbi, scultore italiano
- Arrigo Petacco, giornalista, saggista e storico italiano
- Arrigo Sacchi, allenatore di calcio, dirigente sportivo e opinionista italiano
- Arrigo Serpieri, economista, politico e agronomo italiano.